# フィジーの国旗
フィジー共和国の国旗は、1970年10月10日に制定された。その後国章は一部変更されているが国旗自体は同じデザインである。

## 概要
他のイギリス植民地だった国々同様、ユニオンジャックを左上（カントン部）に配したブルー・エンサンを使用している。基本の青のブルー・エンサンは実際には政府旗であり、一般の国旗として使用されるのは、水色地の旗である。
この国旗は独立前のものとほとんど同じだが、独立前は青地が濃いものであり、国章は盾部分だけではなく人物とカヌー、リボンも含めた全体が描かれていた。

## 国旗変更検討と取りやめ
フィジーは1987年から1997年までイギリス連邦を離脱していた間も、ユニオンジャックのついた国旗を使っていた。その後ユニオンジャックのない国旗の採用に動き、いくつかの案に絞り込んだが、実際には正式に採用に至らなかった。2005年11月には評議会にて国旗内の国章を独立前の紋章に戻すべきだとの決議がなされている。2015年2月、国旗をユニオンジャックのない「太平洋地域の国家」をイメージした新デザインとする方針を公表したが、そのデザインは決まっていなかった。翌2016年のリオデジャネイロオリンピックの7人制ラグビーでフィジーが金メダルを獲得し、国民が現行旗を振って祝福する姿に首相が心を動かされたという理由から、国旗変更の取りやめを発表している。

## フィジーの旗いろいろ

? 商船旗
政府用海上旗
軍艦旗
民間航空旗
縦横比2:3の別タイプ

### 歴史的な旗

独立前のフィジーの旗（1865年-1867年）
独立前のフィジーの旗（1867年-1869年）
ラウ島の旗（1869年–1871年）
ラウ島の旗（1869年-1871年）
独立前のフィジーの旗（1871-1874年）
フィジー植民地の旗（1877-1883年）
フィジー植民地の旗（1883-1903年）
フィジー植民地の旗（1903-1908年）
フィジー植民地の旗（1908-1924年）
フィジー植民地の旗（1924-1970年）
提案された旗